# One Manhattan Square
Il One Manhattan Square è un complesso residenziale composto da due grattacieli nel quartiere di Two Bridges. La costruzione è iniziata nel 2014, sul posto di un supermercato PathMark, e si è conclusa nel 2019, raggiungendo un'altezza di 260 m con 72 piani e la disponibilità per un nuovo mercato al piano terra.